# Église de Munkkiniemi
L'église de Munkkiniemi (finnois : Munkkiniemen kirkko) est une église luthérienne située dans le quartier de Munkkiniemi à Helsinki en Finlande.

## Présentation
L'édifice conçu par Pauli Salomaa. L'église est construite en briques et en béton. Le sol du plancher de l'église a une largeur qui se réduit de la porte principale vers l'autel. 
Au-dessus de l'autel, il y a une lucarne, à partir de laquelle la lumière tombante est un facteur clé dans la nef dont la luminosité est faible par ailleurs.
La forme asymétrique de la nef, l'utilisation des matériaux et la solution d'éclairage sont caractéristiques de l'architecture de l'église années 1950. 
La superficie de l'église est de 302 m2 et permet d'accueillir 440 personnes.
La sculpture en bronze de l'autel, intitulée " la Crucifixion", est l'œuvre de Johannes Haapasalo. 
L'orgue à 18 jeux est livré en 1979 par la fabrique d'orgues de Kangasala.  
L'église a un clocher séparé.